# Молчанов Володимир Кирилович
Володимир Кирилович Молчанов (нар.. 7 жовтня 1950, Москва, РСФСР, СРСР) — радянський і російський теле — та радіоведучий, диктор, журналіст. Автор і ведучий телепрограми «До і після півночі» навприкинці 1980-х — на початку 1990-х років на радянському телебаченні. Член Академії російського телебачення з 1994 року, керівник Майстерні факультету журналістики в Московському інституті телебачення і радіомовлення «Останкіно».

## Біографія
Володимир Молчанов народився 7 жовтня 1950 року в Москві. Батько — композитор Кирило Молчанов (1922—1982), мати — актриса Марина Пастухова-Дмитрієва (1917—2001), хрещена мама — Ольга Леонардівна Кніппер-Чехова (1868—1959). Єдиноутробна сестра — спортивний коментатор Ганна Дмитрієва.
В юні роки активно займався тенісом, був чемпіоном СРСР серед юнаків у парному розряді, в складі юнацької збірної Москви перемагав на Спартакіаді.
У 1967 році вступив до МДУ, на філологічний факультет, де вивчав нідерландську мову. В 1973 році захистив дипломну роботу на тему «Проблеми декадансу в романах Луї Купейруса». Тоді ж вступив до КПРС.
З 1973 по 1986 рік працював в західноєвропейській редакції Агентства друку «Новини». Був редактором, власним кореспондентом у Нідерландах. При візитах в Нідерланди офіційних радянських делегацій був перекладачем-синхроністом, беручи участь у телевізійних дебатах. У СРСР Молчанова не брали працювати на Центральне телебачення через родинні зв'язки: сестра Ганна Дмитрієва вже працювала на телебаченні спортивним коментатором. Поїздку до Голландії визнав переломним етапом свого життя.
|  | Безумовно, якщо б я не потрапив до Голландії у 21 рік, так би, напевно, і залишився б ідіотом радянським <...> Моїм головним учителем журналістики став нідерландський публіцист Вільємен Олтменс, у нього я вчився евсти себе в кадрі. |

 
У 1986 році у складі радянської делегації відбув до США для участі в дискусійному клубі журналістів Сходу і Заходу. СРСР представляли Леонід Кравченко (перший заступник голови Держтелерадіо), Володимир Ломейко (завідувач відділом друку МЗС), Олександр Бовін (політичний оглядач, редактор, телеведучий). Делегацію зустрічала юрба американських журналістів, що дуже лестило учасникам. Але виявилося, що напередодні сталася аварія на Чорнобильській АЕС, і пресу цікавили подробиці. Але радянські журналісти тоді нічого ще самі не знали — для них це стало новиною.
У радянський час зарплата Молчанова з урахуванням гонорарів складала 700 рублів, що прирівнювалося до зарплати міністра.
Займався журналістськими розслідуваннями нацистських злочинів. На початку 1980-х років випустив книгу «Відплата має здійснитися». За цю книгу він був удостоєний літературної премії Максима Горького, як найкращий молодий автор. У 2006 році він також зняв документальний фільм «Мелодія ризького гетто» (показаний на телеканалі «Росія»), за який був удостоєний звання від єврейських громад «Людина року-2006».
З січня 1987 року по лютий 2014 року працював на телебаченні. На роботу був запрошений Леонідом Кравченком. Був оформлений в штат наприкінці грудня 1986 року. У книзі «Влад Лістьєв. Упереджений реквієм» стверджується, що Кравченко розглядав кандидатуру Молчанова як ведучого програми «Погляд».
3 січня 1987 року почав працювати коментатором міжнародного відділу у редакції програми «Час». У 1989 році був призначений політичним оглядачем Держтелерадіо СРСР. Незабаром після цього йому запропонували зробити нову ранкову програму. Йшли репетиції з ведучою Маєю Сидоровою, але представники ЦК Компартії після перегляду тракту відмовили у виході програми в ефірі. Тоді колеги запропонували творчому колективу ідею створення нічної програми. У результаті на базі редакції програми «Час» утворилася нова команда, яка в ніч з 7 на 8 березня 1987 року випустила в ефір програму під назвою «Ви десь з ними вже зустрічалися».
У різний час вів телепрограми «90 хвилин», «120 хвилин», «Час», «До і після півночі», «До і після», «Пам'ятаю… Люблю…», «І довше століття», «Приватне життя» (спільно з Лікою Кремер), «Англійський сніданок» (спільно з Георгієм Черданцевим та Василем Соловйовим; виходила в 2012 році з Лондона на каналі «Спорт Плюс» під час Олімпіади) та «Олімпійський канал» з Сочі на тому ж каналі в 2014 році (спільно з Іоландою Чен).
У 1987—1991 роках здобув найбільшу популярність: працював одночасно у трьох телевізійних проектах різного формату («Час», «До і після півночі», ранкова програма). У той час головну інформаційну телепрограму країни вели професійні диктори. Молчанов став одним із перших журналістів, які порушили це правило (спочатку виходив в ефір в парі з диктором). З інтерв'ю:
|  | З нас почалося зникнення дикторів з ефіру, програми почали вести журналісти. У дикторів гарна мова, вони грамотніше, а в ефір почали приходити люди непідготовлені. <...> Хтось був з півночі, хтось з півдня, і, природно, у всіх різні говірки. Втім, це була пристойна російська мова. Але новини, які ми робили, багато в чому стали особистісними. |

 
У зв'язку з січневими подіями у Вільнюсі 13 січня 1991 року за власною ініціативою припинив вести програму «Час» і викинув партквиток, разом зі своїм випусковим редактором. Спочатку Молчанов збирався вести ефір, почавши випуск з теми Вільнюса. Але дзвінком від керівництва наказали прибрати матеріал з програми. У підсумку Молчанов підписав письмову відмову від ведення програми «Час». Однак найближчий ефір «До і після півночі» було присвячено подіям в Литві.
Є автором близько двадцяти документальних фільмів. Був автором документального фільму «Забій» (1991, 2012 — ремейк на телеканалі «Інтер»), в якому розповідалося про вибух на луганській шахті, в результаті якого загинули близько сімдесяти осіб. Через вихід цього фільму в ефір Молчанов пішов з радянського телебачення:
|  | У ніч з 28 на 29 травня 1991 року я вийшов перед початком фільму «Забій» в прямому ефірі і сказав: «Ми прощаємося з вами. І те, що ми зараз вам покажемо, це некролог тій системі, в якій ми виросли, яка нас виховала». Фільм закінчився десь о першій годині ночі, о пів на другу ночі вибухнула одна з шахт, де ми знімали. Загинули понад 70 осіб, тобто це стало повним підтвердженням того жаху, який ми показали <...> На ранок я пішов з телебачення. |

У серпні 1991 року, під час путчу, Молчанова повернули на телебачення.
Після президентських виборів 1996 року Молчанов вирішив піти з політичної журналістики, і вже на телеканалі REN-TV до кінця 1999 року готував телепередачі винятково на тему культури. У 1999—2000 роках був художнім керівником інформаційного тележурналу «Панорама» на РТР.
Як актор знімався в двох картинах: у фільмі Сергія Урсуляка «Твір до Дня Перемоги» (1998) в невеликій ролі радянського журналіста, зігравши самого себе і в епізодичній ролі в серії «21.00» серіалу «Чорна кімната» (2000).
З 2006 року на «Радіо Орфей» працює ведучим передачі «Рандеву з дилетантом». Програма виходить вдень по неділях.
У 2007 році зняв документальний фільм «Іспанське рондо. 70 років потому», присвячений іспанським сім'ям, які втекли від фашизму до СРСР разом зі своїми дітьми, а також сучасної ситуації, коли в Іспанії знаходиться більше семи тисяч сиріт з Росії (демонструвався на каналі «РЕН ТВ» 7 листопада 2007 року).
На телеканалі «Ностальгія» вів щотижневе ток-шоу «До і після з Володимиром Молчановим» (з 2009 по 2012), з вересня 2007 по липень 2013 року вів телепрограму «Опівнічники» (з серпня 2012 року — «По душам») на телеканалі «Мир».
З 2014 року веде майстерню на факультеті журналістики Московського інституту телебачення і радіомовлення «Останкіно» (МІТРО).

## Нагороди та премії
- Переможець конкурсу «ТЕФІ-1998» за фільм «Записки з мертвого дому[24]» (автор сценарію спільно з Сергієм Урсуляком) у номінації «Телевізійний документальний фільм або серіал»[25].
- Переможець конкурсу «ТЕФІ-2001» у номінації «Інтерв'юер» з програмою «І довше століття…»[26].
- Лауреат премії «Радіоманія» (2007) у номінації «Найкращий радіоведучий».
- Премія «Людина року» Федерації єврейських громад Росії (2006).
- Орден Пошани (2011) — за великі заслуги в розвитку вітчизняного телерадіомовлення та багаторічну плідну діяльність.
- Лауреат призів ряду міжнародних фестивалів документального кіно, премії Спілки журналістів Росії «Золоте перо Росії» (2002)[27][28].

## Сім'я, особисте життя
Одружений. Дружина — режисерка, росіянка іспанського походження Консуело Сегура (нар. 1949). Має доньку Анну, яка виховує сина Дмитра.